# Carmine Amoroso
Carmine Amoroso (Lanciano, 1963) è uno sceneggiatore e regista italiano.

## Biografia
Nato e cresciuto a Lanciano (in provincia di Chieti), agli inizi degli anni Ottanta si trasferisce a Roma, dove consegue la laurea in Lettere con una tesi sulla religiosità nel cinema di Pasolini (pubblicata in Pasolini, autori vari, Sciascia editore).
È stato per due anni allievo della Scuola di drammaturgia diretta da Eduardo De Filippo.
Suoi racconti sono stati pubblicati in diverse antologie, tra le quali: Dodici (Edizione del Giano), Peccati veniali (Coniglio Editore), Qualcuno ha morso il cane (Coniglio Editore), Buon Natale & felice anno nuovo (Castelvecchi Editore), Sorridi, siamo a Roma (Ponte Sisto).
Nel 1985 ha esordito con il documentario I ragazzi su due ruote, seguito l'anno successivo dal documentario sul Grande Raccordo Anulare di Roma Gra - Il pianeta anulare, entrambi prodotti da Rai 3 e tratti da soggetti di Ugo Pirro.
Dal 1986 al 1996 ha alternato l'attività di aiuto regista (Loy, Vanzina, Wertmuller, Risi) a quella di sceneggiatore, collaborando con Ugo Pirro, Suso Cecchi D'Amico, Leo Benvenuti, Piero De Bernardi.
Nel 1992 ha scritto il soggetto e la sceneggiatura del film Parenti serpenti, diretto da Mario Monicelli e tratto dall'omonima pièce teatrale. La sceneggiatura ha ricevuto diversi premi e riconoscimenti sia in Italia che all'estero.
Nel 1996 ha esordito nella regia con il film Come mi vuoi. Nel 2007 ha realizzato il suo secondo lungometraggio, Cover-boy.
Nel 2009 ha scritto il soggetto del documentario Sound of Morocco prodotto e distribuito da Cinecittà Luce, presentato al IV Festival Internazionale del Film di Roma.
Nel 2016 è uscito nelle sale il documentario Porno e libertà, presentato in anteprima al Festival di Rotterdam. Venduto in oltre 30 paesi, ha vinto il Nastro d'Argento 2017 come miglior documentario italiano.

## Filmografia

### Regista
- I ragazzi su due ruote - documentario (1985)
- GRA. Il pianeta anulare - documentario TV (1986)
- Come mi vuoi (1996)
- Cover-boy (2007)
- Porno e libertà - documentario (2016)

### Sceneggiatore
Di cui anche soggettista.
- GRA. Il pianeta anulare - documentario TV (1986)
- Parenti serpenti (1992) regia di Mario Monicelli
- Come mi vuoi (1996)
- Cover-boy (2007)
- Porno e libertà - documentario (2016)